# Галагурівка
Галагу́рівка — село в Україні, у Кобеляцькій міській громаді Полтавського району Полтавської області. Населення становить 13 осіб.

## Географія
Село Галагурівка знаходиться за 2 км від правого берега річки Кобелячка. На відстані 1 км розташовані села Золотарівка та Мідянівка. Селом протікає пересихаючий струмок з загатою. Поруч проходить автомобільна дорога Н31.

## Історія
12 червня 2020 року, відповідно до розпорядження Кабінету Міністрів України № 721-р «Про визначення адміністративних центрів та затвердження територій територіальних громад Полтавської області», село увійшло до складу Кобеляцької міської громади.
19 липня 2020 року, в результаті адміністративно - територіальної реформи та ліквідації Кобеляцького району, село увійшло до складу новоутвореного Полтавського району Полтавської області.

## Населення

### Мова
Розподіл населення за рідною мовою за даними :
| Мова       | Кількість | Відсоток |
| ---------- | --------- | -------- |
| українська | 11        | 84.62%   |
| румунська  | 2         | 15.38%   |
| Усього     | 13        | 100%     |